# エワ・ブロドニッカ
エワ・ブロドニッカ（Ewa Brodnicka、1984年6月7日 - ）は、ポーランドの総合格闘家、元プロボクサーである。第2代WBO女子世界スーパーフェザー級王者。

## 来歴

### ボクシング
アマチュアで2勝2敗の戦績を残した後にプロ転向。
2013年2月16日、プロデビュー戦を判定勝利。
プロ4戦目で初のタイトル挑戦としてKremena PetkovaとのWBF女子インターナショナルスーパーライト級王座決定戦に挑み、3-0判定勝利で初タイトル獲得。
2015年12月19日、プロ10戦目でElfi Philipsとのヨーロッパ女子ライト級王座決定戦に挑み、3-0判定で勝利し2冠目獲得、
2017年5月13日、プロ13戦目でイルマ・アドラーとのWBO女子世界スーパーフェザー級暫定王座決定戦に挑み、3-0判定で勝利し初の世界タイトル獲得。
その後、正規王者であるラモーナ・キューネとの王座統一戦の指令が下り、入札となってブロドニッカのプロモーターが落札して2018年春にポーランドで開催を予定していたが、キューネ側が拒否したためタイトル剥奪に至り、ブロドニッカが正規王者に昇格した。
2018年4月21日、Sarah Pucek相手にWBO正規王座の初防衛戦を行い、3-0判定で勝利。
2020年3月7日、Djemilla Gontaruk相手にWBO王座5度目の防衛戦を行い、3-0判定を制し5度目の防衛に成功。
2020年10月31日、初となる海外戦としてラスベガスのMGMグランドで井上尚弥 vs ジェイソン・モロニーのアンダーとしてミカエラ・メイヤー相手に6度目の防衛戦に臨む予定だったが、前日計量で超過したためWBO王座を剥奪され、試合も判定でプロ初黒星となった。
2021年3月13日、Milena Koleva相手に再起戦を行い、3-0判定で勝利。しかし、この試合後にボクシング引退、総合格闘技に転向。

### 総合格闘技
2021年8月28日、High League 1 でのAniela Bogusz戦でMMAデビューも3回TKO負け。
2022年6月4日、	High League 3でのKamila Wybranczyk戦で判定を制しMMA初勝利。

## 戦績

### ボクシング
- アマチュア：4戦 2勝 2敗
- プロ：21戦 20勝 1KO 1敗

### 総合格闘技
| 総合格闘技 戦績 | 総合格闘技 戦績 | 総合格闘技 戦績 | 総合格闘技 戦績 | 総合格闘技 戦績 | 総合格闘技 戦績 | 総合格闘技 戦績 |
| --------------- | --------------- | --------------- | --------------- | --------------- | --------------- | --------------- |
| 3 試合          | (T)KO           | 一本            | 判定            | その他          | 引き分け        | 無効試合        |
| 2 勝            | 0               | 0               | 2               | 0               | 0               | 0               |
| 1 敗            | 1               | 0               | 0               | 0               | 0               | 0               |

| 勝敗 | 対戦相手          | 試合結果          | 大会名                           | 開催年月日    |
| ○    | Marta Linkiewicz  | 3分3R終了 判定3-0 | Fame 18: Crusher vs. Ferrari     | 2023年5月20日 |
| ○    | Kamila Wybranczyk | 3分3R終了 判定3-0 | High League 3: Dubiel vs Alberto | 2022年6月4日  |
| ×    | Aniela Bogusz     | 3分3R1:12 TKO     | High League 1: Lexy vs. Natsul   | 2021年8月28日 |

## 獲得タイトル
- 第2代WBO女子世界スーパーフェザー級王座（暫定→正規：防衛5=剥奪）